# Claude Lanzmann

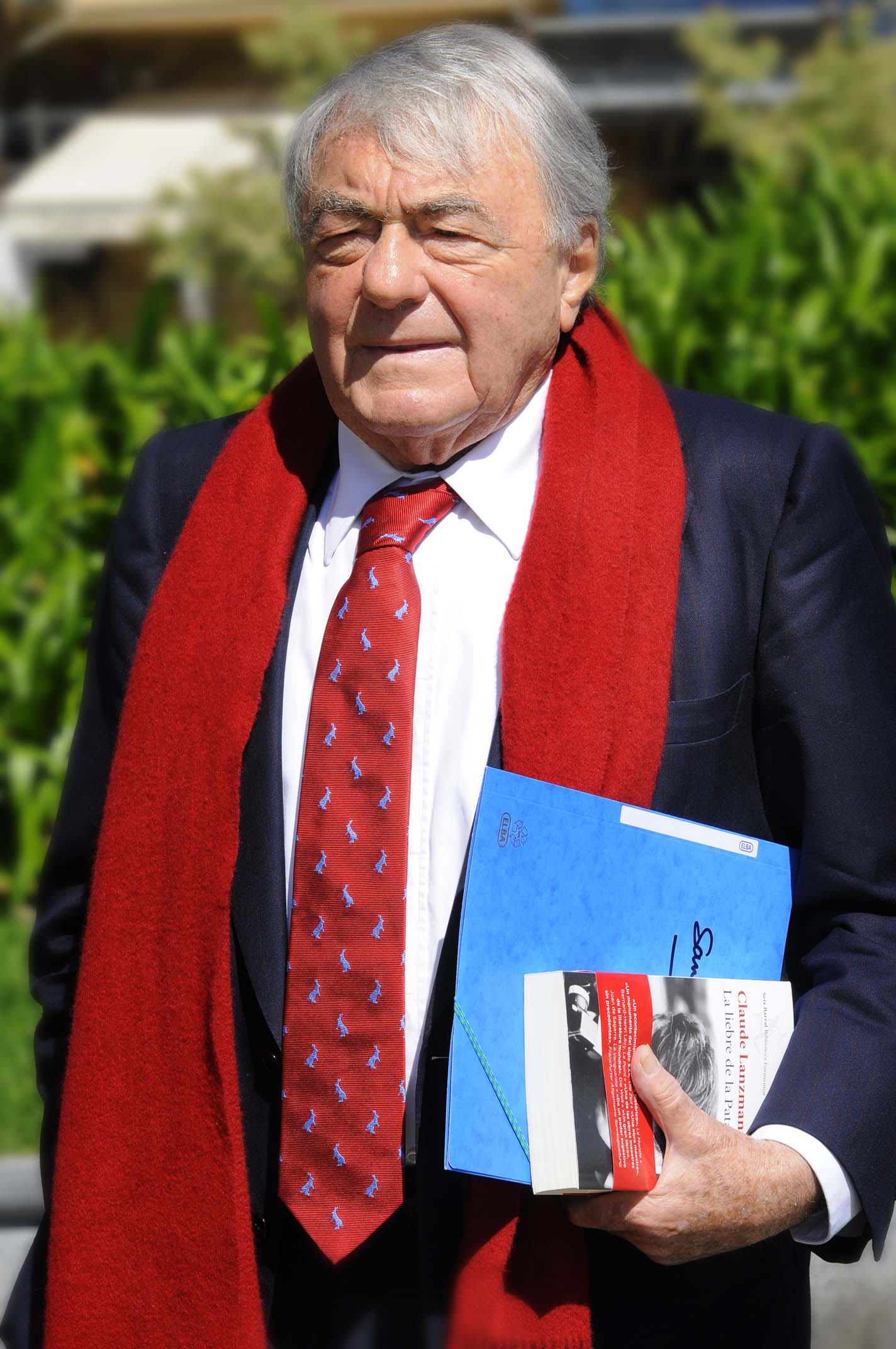
Claude Lanzmann (2011)

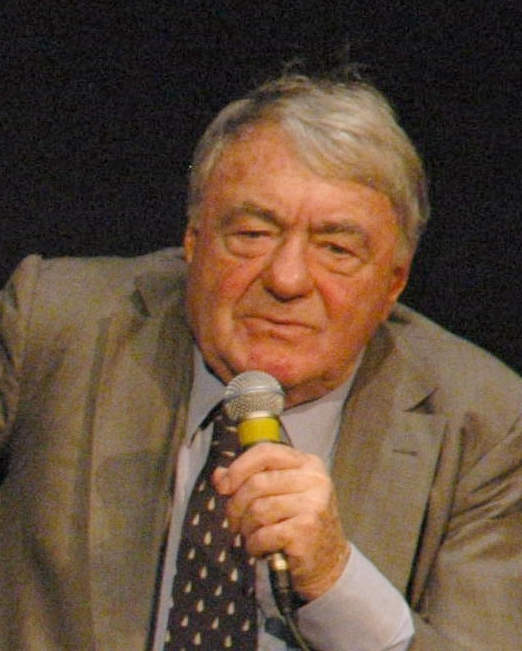
Claude Lanzmann (2008)

Claude Lanzmann (anhörenⓘ * 27. November 1925 in Bois-Colombes; † 5. Juli 2018 in Paris) war ein französischer Regisseur von Dokumentarfilmen. Er war Herausgeber des von Jean-Paul Sartre und Simone de Beauvoir gegründeten Magazins Les Temps Modernes. Große Bekanntheit erreichte sein preisgekrönter Holocaust-Dokumentarfilm Shoah von 1985.

## Leben
Claude Lanzmann wurde als Sohn eines Dekorateurs und einer Antiquitäten-Spezialistin geboren und war Enkel jüdischer Immigranten aus Osteuropa. Als Schüler des Lycée Condorcet nahm er wahr, wie der Antisemitismus immer mehr um sich griff. Im Jahr 1940 nahm sein in der Résistance engagierter Vater ihn, seinen jüngeren Bruder und seine Schwester mit in die Auvergne, wo er die Kinder zu Misstrauen und „aktivem Pessimismus“ anhielt und ihnen beibrachte, sich unauffällig in Sicherheit zu bringen. Claude Lanzmann organisierte seinerseits als 18-jähriger Schüler den Widerstand im Lycée Blaise Pascal in Clermont-Ferrand (1943) und nahm an mehreren Partisanenkämpfen teil: La Margeride, Mont Mouchet, im Cantal und in der Haute-Loire durch Angriffe auf die deutsche Besatzungsarmee aus dem Hinterhalt.
Nach dem Krieg studierte er ab 1947 in Tübingen Philosophie und arbeitete 1948/49 als Lektor an der Freien Universität Berlin, außerdem leitete er das neu gegründete französische Kulturzentrum. Ein Artikel von Lanzmann über die Freie Universität Berlin wurde im Januar 1950 in der Berliner Zeitung veröffentlicht, die im damaligen Ost-Berlin erschien. Nach seiner Rückkehr nach Frankreich veröffentlichte die Zeitschrift Le Monde auf der Titelseite einige Texte von Lanzmann unter der Überschrift Deutschland hinter dem Eisernen Vorhang. Aufgrund dieser Artikel lud Sartre ihn zur Mitarbeit an seiner Zeitschrift Les Temps modernes ein.
Lanzmann gehörte zum Freundeskreis von Jean-Paul Sartre (1905–1980) und Simone de Beauvoir (1908–1986). Mit de Beauvoir unterhielt er ab 1952 eine sechs (oder sieben) Jahre dauernde Liebesbeziehung; er blieb ihr bis zu ihrem Tod freundschaftlich verbunden. Gleichzeitig arbeitete er ab 1952 auch an der von Sartre und Beauvoir gegründeten Zeitschrift Les Temps modernes mit, deren Mitherausgeber er später wurde.
Im Mai 1958 reiste er als einer der ersten Bürger aus dem Westen nach dem Koreakrieg beruflich nach Nordkorea. Gegen Ende des Algerienkriegs (1954–1962) engagierte er sich für den Antikolonialismus und gehörte zu den Unterzeichnern der als Manifest der 121 (6. September 1960) bekannten „Erklärung über das Recht zum Ungehorsam im Algerienkrieg“, wofür er gemeinsam mit mehreren Mitunterzeichnern verhaftet und verhört wurde. Er war ein Bewunderer Frantz Fanons, den er in Algerien kennenlernte.
Bis 1970 widmete sich Claude Lanzmann hauptsächlich seiner journalistischen Tätigkeit und der Zeitschrift Les Temps modernes. Danach wirkte er überwiegend als Filmschaffender. In seinem ersten Film Pourquoi Israel (1973) beschäftigte er sich mit der eigenen jüdischen Identität. Im Jahr darauf nahm er die langwierigen Arbeiten zur Dokumentation Shoah (1985) auf.
Claudes jüngerer Bruder Jacques Lanzmann wurde als Texter der Chansons von Jacques Dutronc bekannt, seine jüngere Schwester war die Schauspielerin Evelyne Rey (1930–1966). Claude Lanzmann heiratete 1963 in erster Ehe die französische Schauspielerin Judith Magre und 1974 in zweiter Ehe die deutsche Schriftstellerin Angelika Schrobsdorff (1927–2016). 1995 heiratete er die Epidemiologin Dominique Petithory. Der gemeinsame Sohn Felix starb am 13. Januar 2017 mit 23 Jahren an Krebs.
Claude Lanzmann starb am 5. Juli 2018 im Alter von 92 Jahren in Paris. Am 12. Juli 2018 wurde er auf dem Cimetière Montparnasse (Division 5) beigesetzt.

## Filmschaffen zum Holocaust
Das bekannteste Werk Claude Lanzmanns ist der neunstündige Dokumentarfilm Shoah (1985) über die Erinnerung an den Holocaust. Darin werden ausschließlich Zeitzeugen interviewt. Es wird weder auf Archivbilder noch auf anderes Material zurückgegriffen. Diese Technik ist überraschend, wenn man bedenkt, dass es ihm mit dem Film gelang, den Ablauf der Massenmorde vor den Augen der Zuschauenden insgesamt nachvollziehbar werden zu lassen. Zu den interviewten Personen gehören auch Täter und Widerstandskämpfer.
Gezeigt wird etwa der polnische Widerstandskämpfer Jan Karski, der erstmals in Shoah sein bisheriges Schweigen brach, das auf seiner tiefen Enttäuschung über die Erfolglosigkeit seiner Mission beruhte. Claude Lanzmann wandte sich 1977 zum ersten Mal mit der Idee an Karski, ihn in seinen geplanten Dokumentarfilm einzubeziehen, der nur auf den Aussagen von Zeugen, Opfern und Tätern basieren sollte. Über ein Jahr lang versuchte Lanzmann in Briefen und Telefongesprächen, Karski zur Mitwirkung zu bewegen, ohne dessen Weigerung zu akzeptieren. Nach Lanzmanns Überzeugung hatte Karski eine historische Verantwortung, in dem Film Zeugnis abzulegen. Schließlich drehten Lanzmann und sein Team im Oktober 1978 zwei Tage lang in Karskis Haus. Die Befragung dauerte dann jeweils vier Stunden; der Zusammenschnitt aus den Interviews mit Karski umfasst in der Endversion vierzig Minuten. Lanzmann strich fast alles, was Karski über seine Versuche, die Welt aufzurütteln, erwähnte.
Karski machte später deutlich, dass er es vorgezogen hätte, wenn auch die Teile des Interviews, die sich mit seiner Aufgabe im Westen befassten, gezeigt worden wären. Er verurteilte den Film jedoch nicht, sondern verlangte einen „ebenso großartigen, ebenso wahrheitsgetreuen“ Film, der „eine zweite Realität des Holocaust“ enthüllt, „nicht um der zu widersprechen, die Lanzmann zeigt, sondern um diese zu ergänzen“.
2010 erschienen mit Der Karski-Bericht über 40 weitere Minuten des Interviews mit Karski. Darin sprach er unter anderem über sein Treffen mit Franklin D. Roosevelt und berichtete dem US-amerikanischen Bundesrichter Felix Frankfurter – einem Vertrauten Roosevelts – von der Vernichtung polnischer Juden. Diesen Teil des Interviews sparte Lanzmann bei Shoah vor allem der Filmlänge wegen aus. Anlass für die späte Veröffentlichung war laut Lanzmann der im Jahr zuvor herausgegebene Roman Jan Karski von Yannick Haenel, in welchem das Treffen von Karski und Roosevelt allzu realitätsfern dargestellt werde.
Für Claude Lanzmanns epische Filmdokumentation Shoah las und kommentierte der amerikanische Historiker Raul Hilberg Auszüge aus dem Tagebuch von Adam Czerniaków, der bis zu seinem Suizid Vorsitzender des Judenrates des Warschauer Ghettos war. Am Ende der Sequenz sagte Lanzmann zu ihm: „Du warst Czerniakow“. Der Regisseur sah im Historiker einen Wesensverwandten von Czerniaków, dem nüchternen Chronisten des Untergangs.
In der Dokumentation Sobibor, 14. Oktober 1943, 16 Uhr verarbeitete Lanzmann Material über den Aufstand im Vernichtungslager Sobibor, das in Shoah keine Verwendung gefunden hatte. Dem Film liegt ein bereits 1979 für die damals geplante Shoah-Filmdokumentation aufgenommenes Gespräch zugrunde, in dem der polnische einstige Gefangene Yehuda Lerner berichtete, wie er im Vernichtungslager Sobibor einen deutschen Offizier erschlug und damit den Aufstand einleitete, der zu einem teilweise erfolgreichen Ausbruch aus dem Lager führte. In der Folge wurde das Lager aufgelöst und seine Existenz vertuscht.
Mit der Filmdokumentation Der Letzte der Ungerechten von 2013 wollte er nach eigenem Bekunden Benjamin Murmelstein, dem letzten Vorsitzenden des Judenrates von Theresienstadt, ein Denkmal setzen, da dessen Rolle bislang „sehr ungerecht“ dargestellt worden sei. Der Text zu der Dokumentation erschien 2017 bei Rowohlt in deutscher Sprache.
In der 2015 entstandenen Dokumentation Claude Lanzmann: Spectres of the Shoah berichtete Lanzmann über seine Arbeit an Shoah.

## Auszeichnungen
- Médaille de la Résistance
- 1987: Adolf-Grimme-Preis mit Gold für Shoah
- 2006: Komtur der Ehrenlegion
- 2008: Großoffizier des Ordre national du Mérite
- Ehrendoktorwürde der Philosophie der Hebräischen Universität Jerusalem
- 2009: Prix Saint-Simon, für Le Lièvre de Patagonie
- 2010: WELT-Literaturpreis
- 2011: Großoffizier der Ehrenlegion[20]
- 2011: Ehrendoktorwürde der Kultur- und Sozialwissenschaftlichen Fakultät der Universität Luzern[21][22]
- 2013: Goldener Ehrenbär, für sein Lebenswerk[23]

## Filmografie
- 1972: Warum Israel (Pourquoi Israël)
- 1985: Shoah (Shoah)[24]
- 1994: Tsahal (Tsahal)
- 1997: Ein Lebender geht vorbei. Dokumentation. A Visitor from the Living (Un vivant qui passe), Interview mit Maurice Rossel.[25] DVD, Absolut Medien 2010.[26]
- 2001: Sobibor, 14. Oktober 1943, 16 Uhr (Sobibor, 14 octobre 1943, 16 heures), ebd.[27]
- 2010: Der Karski-Bericht (erschienen in der Claude-Lanzmann-Gesamtausgabe)
- 2013: Der Letzte der Ungerechten (Le Dernier des injustes) (rollt den Fall des österreichischen Rabbiners Benjamin Murmelstein, Präsident des Judenrats in Theresienstadt, neu auf, der zu Unrecht der Kollaboration mit den Nazis beschuldigt wurde)
- 2017: Vier Schwestern (Les Quatre Sœurs)[28]

## Autobiografie
- Le Lièvre de Patagonie. Mémoires. Gallimard, Paris 2009, ISBN 978-2-07-012051-2 (französisch; auch über De Beauvoir und die Entstehung des Films Shoah. Ausgezeichnet als „Buch des Jahres“.).[29][30]
  - Deutsch: Der patagonische Hase. Erinnerungen. Übers. Barbara Heber-Schärer, Erich Wolfgang Skwara, Claudia Steinitz. Rowohlt Verlag, Reinbek bei Hamburg 2010, ISBN 978-3-498-03939-4.[31][32][33][34][35][36][37]
- Das Grab des göttlichen Tauchers. Ausgewählte Texte. Übers. von Erich Wolfgang Skwara. Rowohlt, Reinbek bei Hamburg 2015, ISBN 978-3-498-03942-4, urn:nbn:de:bvb:824-cs.v49n4.1363.g13617 (Aufsatzsammlung).

## Filme
- Adam Benzine: Claude Lanzmann: Spectres of the Shoah. Dokumentation, Großbritannien 2015 (Infos bei IMDb).
- François Margolin: L'Automne à Pyongyang, un portrait de Claude Lanzmann. Dokumentation, Frankreich 2023 (Infos bei IMDb).